# Hieronymus Brand von Arnstedt
Hieronymus Brand(t) von Arnstedt (* 1595; † 25. Oktober 1636 in Braunschweig) war ein deutscher Domherr und Vizedominus des Hochstifts Halberstadt.

## Leben und Wirken

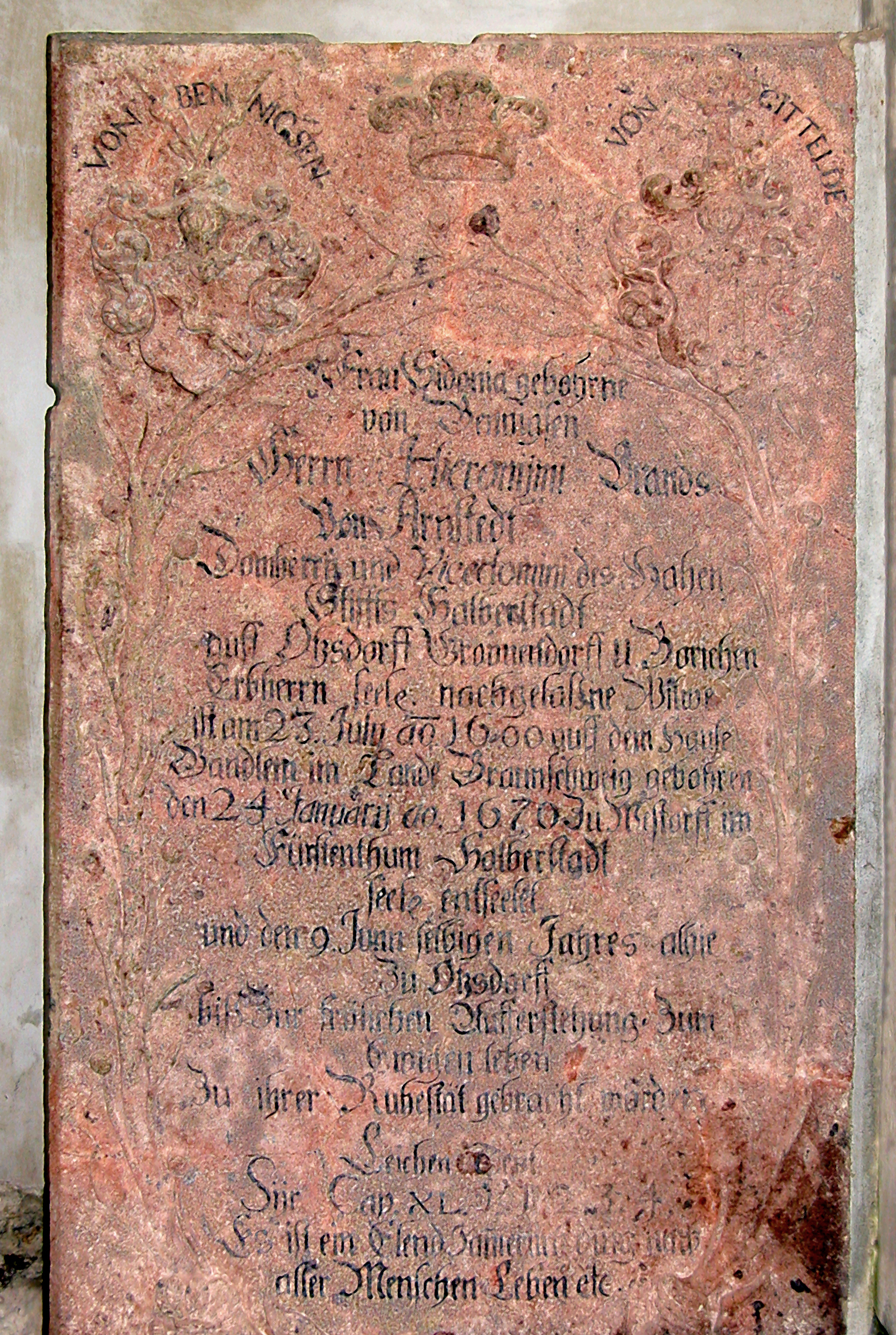
Epitaph der Sidonia von Arnstedt geb. von Bennigsen in der Dorfkirche von Otzdorf

Er stammte aus dem Adelsgeschlecht von Arnstedt und war der Sohn des Magdeburger Domherrn Friedrich von Arnstedt (1548–1608) und dessen Ehefrau Magdalena von Hacke. Wie sein Vater wurde auch er Domherr und erhielt eine Präbende am Dom zu Halberstadt.
Als Rittergutsbesitzer war er Erb-, Lehn- und Gerichtsherr auf Otzdorf, Groppendorf und Börichen. Als Gutsbesitzer von Otzdorf musste er sich ab 1623 den Schuldforderungen der Magdalena von Schönberg, geborene von Lohs, stellen.
1615 widmete ihm Johann Harpprecht seine Druckschrift Commentarii Johannis Harpprechti, IC. Et Antecessoris In Florentissima Tubingensi Academia Ordinarii: I. De Obligationibus. II. De Mutuo. III. De Indebito. IV. De Commodato. V. De Deposito. VI. De Pignore. Planam Atque Dilucidam Tit. XIV. Et XV. Libri III. Institutionum Imperialium interpretationem continentes ; Cum Indice Auctorum Et Rerum memorabilium satis locuplete.
Verheiratet war er seit dem 18. Oktober 1620 mit Sidonia von Bennigsen. Die Hochzeit fand in Banteln statt. Das Grabmal seiner Witwe befindet sich in der Kirche von Otzdorf.
Der Magdeburger evangelische Domdechant Erasmus Christian von Arnstedt (1628–1706) war ihr gemeinsamer Sohn.
Die Offiziere Jost Friedrich von Arnstedt und Moritz Heinrich von Arnstedt waren seine Enkelsöhne.